# 堀正幸
堀 正幸（ほり まさゆき、1986年2月3日 - ）は、大阪府・阪南市出身のミュージシャン、作詞家、作曲家。grassbirdのメンバーであり、ボーカル、ギター、ピアノ、ドラム、コーラスとマルチプレイヤーである。さらにDTMも学んでおりトラックメーカーとしても期待されている。

## 来歴
- 1986年、大阪府阪南市にて2人姉弟の長男として生まれる。
- 幼少期からピアノを習い始める
- 中学時代はソフトテニス部に所属。
- 中学卒業と同時にピアノを止め、ギターを始める。最初に練習したのが、ゆずのサヨナラバスだった。
- 2001年4月、岸和田市立産業高等学校情報科に入学。
- 高校時代（2001年4月～2004年3月）は軽音楽部に入部する。そこで、ドラムを始め、10バンド以上を掛け持ちして文化祭やライブに出ていた。
- 2004年4月、大阪スクールオブミュージックに入学し、LOUDNESSの故樋口宗孝に楽曲をプロデュースされる。
- 2006年アコースティックユニット、ボトルキャップラベルを結成。ピアノボーカルとして参加。楽曲のほとんどを手がける。
- 2008年3月にはNHK春歌にてコブクロのバックキーボードとして共演。
- 2008年7月、オーセンティックレコードよりファーストシングル「時間をかけて」をリリース。
- 2009年8月、ボトルキャップラベルを解散。
- 2009年、馬場 俊英のバックキーボードとしてテレビ出演。
- 2010年2月、ロックバンドApple Dockを結成
- 2011年3月、Apple Dockをgrassbirdに改名
- 2014年3月、MV「reconnect」配信
- 2014年4月、ABCラジオ「おはようパーソナリティ道上洋三」テーマソング「飛び出せ、朝」にアレンジで参加
- 2014年5月、MV「あの日の歌」配信。battery recordsよりアルバム「time to wander」をリリース。
- 2014年5月、battery recordsよりアルバム「time to wander」をリリース

| 枚         | リリース日    | タイトル                          | 曲目 | 最高順位 |
| ---------- | ------------- | --------------------------------- | --- | -------- |
| 1st single | 2008年4月9日  | ボトルキャップラベル/時間をかけて | 1. 時間をかけて 2. ヒトミ 3. キャンバス 4. 響き | —        |
| album      | 2014年5月14日 | grassbird/time to wander          | 1. all I need 2. reconnect 3. babybaby 4. ここからまたはじめられる 5. lovesong 6. ファンキークリームソーダ 7. クオリア 8. あの日の歌 9. 優しい手 10. ダストスクラッチ 11. wonderful time 12. vogel | —        |

## エピソード

### 音楽関連
ピアノは幼稚園の時に始めた。
ギターは高校受験後に始めた。きっかけは、ゆずに憧れたこと。高校入学後は実家の近くの駅前でストリート活動を続ける。
ドラムは高校に入学し、軽音楽部に入り、始める。当時から部活内に留まらず、バンド活動を精力的に開始。ＤＴＭもこの頃から使いはじめる。その後Mr.Childrenのライブに行き、バンドへの憧れが一層高まる。その他にもBUMP OF CHICKEN、RADWIMPSなどにも憧れている。

## 愛用している楽器
電子ピアノ
- studio logic numa stage

アコースティックギター
- Martin OOO-28EC
- YAMAHA FGシリーズ

エレクトリックギター
- メーカー不明 (楽器メーカー) Stratocaster
- Fender StratocasterMBS
- Fenderjapan ムスタング
- Gibson SG special
- VestaGraham